# WTA Rouen
Das WTA Rouen ist ein Tennisturnier der WTA Tour, das als Hallenturnier auf Sandplatz in Rouen ausgetragen wird. Veranstaltungsort des Turniers ist die Kindarena. Von 2022 bis 2023 war das Turnier Teil der WTA Challenger Series und wurde am selben Ort auf Hartplatz ausgetragen.

## Geschichte
Offizielle Namen der Turniere bis heute:
- 2022–: Open Capfinances Rouen Métropole

## Siegerliste

### Einzel
| Jahr               | Siegerin          | Finalgegnerin     | Ergebnis      |
| ------------------ | ----------------- | ----------------- | ------------- |
| 2022               | Maryna Zanevska   | Viktorija Golubic | 7:66, 6:1     |
| 2023               | Viktorija Golubic | Erika Andrejewa   | 6:4, 6:1      |
| ↓ Kategorie: 250 ↓ |                   |                   |               |
| 2024               | Sloane Stephens   | Magda Linette     | 6:1, 2:6, 6:2 |
| 2025               | Elina Switolina   | Olga Danilović    | 6:4, 7:68     |

### Doppel
| Jahr               | Siegerinnen                          | Finalgegnerinnen                           | Ergebnis  |
| ------------------ | ------------------------------------ | ------------------------------------------ | --------- |
| 2022               | Natela Dsalamidse Kamilla Rachimowa  | Misaki Doi Oksana Kalaschnikowa            | 6:2, 7:5  |
| 2023               | Maia Lumsden Jessika Ponchet         | A. Bondár K. Zimmermann                    | 6:3, 7:64 |
| ↓ Kategorie: 250 ↓ |                                      |                                            |           |
| 2024               | Tímea Babos Irina Chromatschowa      | Naiktha Bains Maia Lumsden                 | 6:3, 6:4  |
| 2025               | Aleksandra Krunić Sabrina Santamaria | Irina Pawlowna Chromatschowa Linda Nosková | 6:0, 6:4  |